# Xestoblatta amaparica
Xestoblatta amaparica es una especie de cucaracha del género Xestoblatta, familia Ectobiidae.

## Distribución
Esta especie se encuentra en Venezuela y Brasil.